# شابانوزو
شابانوزو (به ترکی استانبولی: Şabanözü) یک منطقهٔ مسکونی در ترکیه است که در استان چانقری واقع شده‌است.